# Монастырь Петру-Водэ
Монастырь Петру-Водэ (рум. Mănăstirea Petru Vodă) — православный монастырь, расположенный в жудце Нямц исторического региона Молдова в Румынии.

## История
Монастырь основан в 1990 году известным румынским старцем и духовником архимандритом Иустином (Пырву).
Монастырь известен своим кафоликоном — церковью святых архангелов Михаила и Гавриила, расписанной как с внутренней, так и наружной стороны.
На монастырском кладбище похоронен известный румынский старец архимандрит Георгий (Думитреаса).

## Настоятели
- Иустин (Пырву), архимандрит (1996—2006)
- Лаврентий (Лучиан), иеромонах (с 2006)